# Jumeirah (hotellkedja)

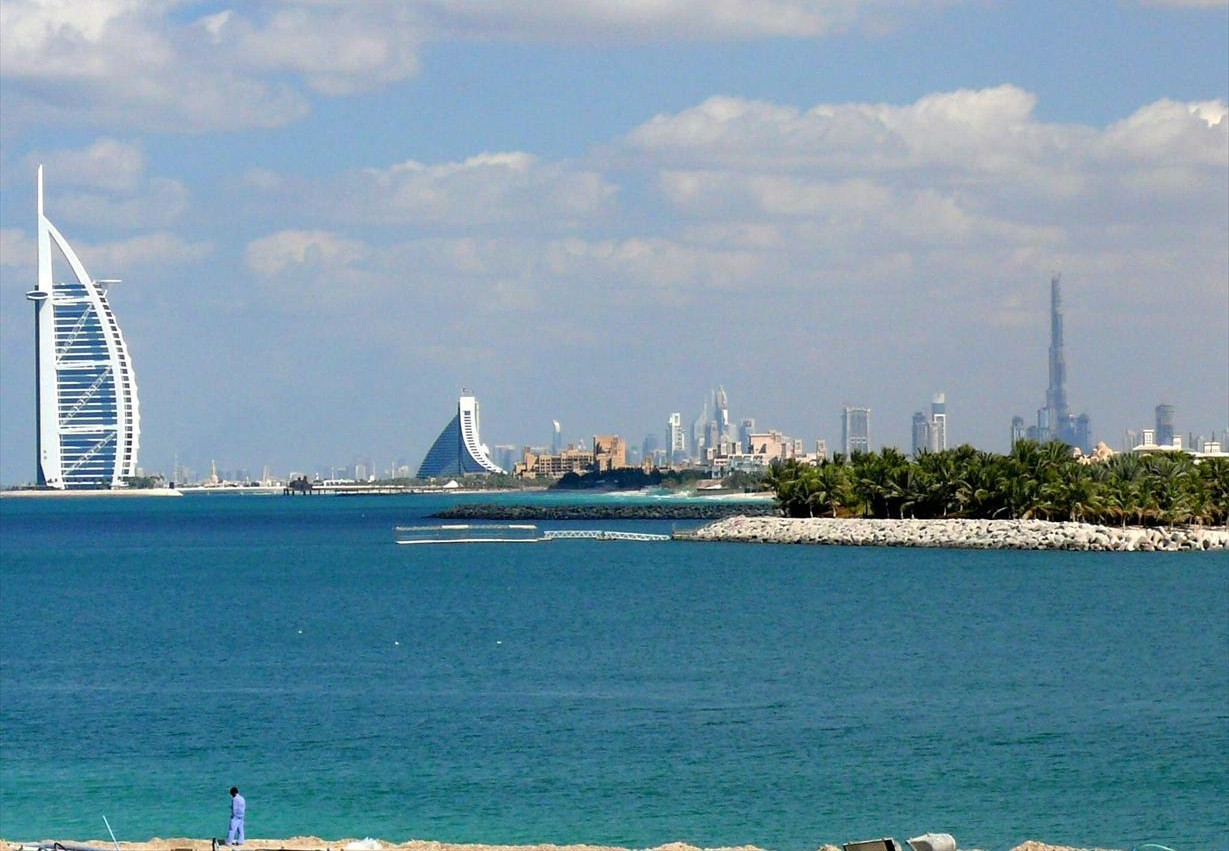
Burj Al Arab till längst till vänster i bilden med Jumeirah Beach Hotel omedbart till höger.

Jumeirah är en internationell lyx-hotellkedja från Dubai, Förenade arabemiraten. Företaget är statsägt. Kedjan äger ett trettiotal hotell i Asien och Europa och dess flaggskepp är hotellen Burj Al Arab och Jumeirah Beach Hotel som är belägna i stadsdelen Jumeirah cirka 15 km sydväst om Dubai centrum, alldeles invid den långa sandstranden Jumeirah Beach.